# Werner Bunzel
Werner Bunzel (* 19. August 1917 in Berlin; † 2001 in Löhne) war ein deutscher Bahnradsportler und nationaler Meister im Radsport.

## Sportliche Laufbahn
Werner Bunzel startete für den Schöneberger Radfahrer-Verein Iduna 1910. Als Amateur wurde er während der Kriegsjahre viermal deutscher Meister, dreimal im Sprint und einmal im Tandemrennen, 1942 mit Harry Saager. Nach dem Krieg wurde er Profi im Radsportteam Patria WKC und war der Dauerrivale von Georg Voggenreiter. 1948 war er erneut deutscher Meister und stand bis 1951 mehrfach auf dem Podium. Ende der 1940er Jahre dominierte er die Sprinterrennen, allein 1948 gewann er 15 Rennen in der damaligen Ostzone, wo er hauptsächlich startete und war damit erfolgreichster „Flieger“.
Beim Sechstagerennen in Hannover im Jahre 1950 erlitt Bunzel schwere Schädelverletzungen, im Jahr darauf beendete er seine Karriere. Anfang 1953 ließ sich Bunzel reamateurisieren und schloss sich dem Verein Iduna in Berlin an.
Bunzel war nach seiner Laufbahn noch ehrenamtlich in verschiedenen Funktionen im Berliner Radsport aktiv. Später siedelte er nach Löhne über, wo er auch verstarb.

## Trivia
Bei der Meisterschaft 1948 auf der Radrennbahn Berlin-Schöneberg stürzte er kurz vor dem Ziel auf der noch vom Regen feuchten Bahn und rutschte ohne Rad als Erster über den Zielstrich. Darauf folgte ein  Streit um die Meisterschaft, da sein Gegner Voggenreiter zunächst eine Wiederholung forderte. Das Wettkampfgericht entschied jedoch für Bunzel.